# Megistopus
Megistopus är ett släkte av insekter. Megistopus ingår i familjen myrlejonsländor.
Kladogram enligt Catalogue of Life:
| Megistopus | \| \| Megistopus flavicornis \| \| \| \| \| \| Megistopus lucasi \| \| \| \| \| \| Megistopus mirabilis \| \| \| \| |
|            | \| \| Megistopus flavicornis \| \| \| \| \| \| Megistopus lucasi \| \| \| \| \| \| Megistopus mirabilis \| \| \| \| |
|            | Megistopus flavicornis                                                                                              |
|            | |
|            | Megistopus lucasi                                                                                                   |
|            | |
|            | Megistopus mirabilis                                                                                                |
|            | |